# Pachliopta
Pachliopta es un género de mariposas de la familia Papilionidae.

## Descripción
La especie tipo es Papilio diphilus Esper, 1793, según designación posterior realizada por Scudder en 1875.

## Diversidad
Existen 16 especies reconocidas en el género.

## Taxonomía y Sistemática
El género Pachliopta pertenece a la tribu Troidini de la subfamilia Papilioninae. Según un análisis filogenético reciente basado en dos genes mitocondriales y uno nuclear, Pachliopta estaría más cercanamente relacionado con el género Atrophaneura.

## Plantas hospederas
Las especies del género Pachliopta se alimentan de plantas de la familia Aristolochiaceae. Las plantas hospederas reportadas incluyen los géneros Aristolochia yThottea.